# 普萊森特里奇 (肯塔基州)
普萊森特里奇（英語：Pleasant Ridge）是位於美國肯塔基州戴維斯縣和俄亥俄縣的一個人口普查指定地區。

## 人口
根據2020年美國人口普查的數據，普萊森特里奇的面積為9.20平方千米，當中陸地面積為9.09平方千米，而水域面積為0.11平方千米。當地共有人口578人，而人口密度為每平方千米62.83人。